# Lominchar (kommun)
Lominchar är en kommun i Spanien.   Den ligger i provinsen Toledo och regionen Kastilien-La Mancha, i den centrala delen av landet, 40 km sydväst om huvudstaden Madrid. Antalet invånare är 2 369.